# Margattea remota
Margattea remota är en kackerlacksart som först beskrevs av Morgan Hebard 1933.  Margattea remota ingår i släktet Margattea och familjen småkackerlackor. Inga underarter finns listade i Catalogue of Life.